# Edona Kastrati
Edona Kastrati (12 agosto 1999) è una calciatrice kosovara, attaccante del Vicenza e della nazionale kosovara.